# Foristell
Foristell är en ort i Saint Charles County, och Warren County, i Missouri. Vid 2020 års folkräkning hade Foristell 550 invånare.